# Wołycia (rejon żytomierski)
Wołycia (ukr. Волиця) – wieś na Ukrainie, w obwodzie żytomierskim, w rejonie żytomierskim. W 2001 roku liczyła 405 mieszkańców.